# Sinosaurosphargis
Sinosaurosphargis yanguiensis
Genre
Espèce
Sinosaurosphargis est un genre éteint de reptiles marins basiques de la famille des Saurosphargidae et connu dans la formation de Guanling du Trias moyen (âge Anisien) des provinces du Yunnan et de Guizhou, dans le sud-ouest de la Chine. Il n'est représenté que par une seule espèce, Sinosaurosphargis yunguiensis.

## Étymologie
Sinosaurosphargis a été décrite et nommée pour la première fois par Chun Li, Olivier Rieppel, Xiao-Chun Wu, Li-Jun Zhao et Li-Ting Wang en 2011 et l'espèce type est Sinosaurosphargis yunguiensis. 
Le nom générique est dérivé du grec sino, signifiant "Chine", sauros, signifiant "lézard", et sphargis, l'ancien nom de genre de la Tortue luth (en référence aux nombreuses similitudes que Sinosaurosphargis partage avec Saurosphargis, un taxon dont l'holotype était perdu et était donc considéré comme un mystère), suivant le schéma de Sinosauropteryx. Comme le nom de Saurosphargis lui-même, il fait également référence à « l'armure » corporelle en os ostéoderme dorsal de Sinosaurosphargis et à des côtes élargies formant un panier thoracique fermé, traits qui semblent être une transition entre les tortues et les autres reptiles. Le nom spécifique yunguiensis est dérivé des noms des provinces voisines du Yunnan et du Guizhou, où les fossiles ont été trouvés. 

## Classification
|  | Helveticosaurus zollingeri |
|  |                            |
|  | Eusaurosphargis dalsassoi  |
|  |                            |

|  | Placodontia     |
|  |                 |
|  | Eosauropterygia |
|  |                 |

|  | Largocephalosaurus polycarpon |
|  |                               |
|  | Largocephalosaurus qianensis  |
|  |                               |

|  | Saurosphargis volzi           |
|  |                               |
|  | Sinosaurosphargis yunguiensis |
|  |                               |

|  | Largocephalosaurus polycarpon |
|  |                               |
|  | Largocephalosaurus qianensis  |
|  |                               |

|  | Saurosphargis volzi           |
|  |                               |
|  | Sinosaurosphargis yunguiensis |
|  |                               |

|  | Placodontia     |
|  |                 |
|  | Eosauropterygia |
|  |                 |

|  | Largocephalosaurus polycarpon |
|  |                               |
|  | Largocephalosaurus qianensis  |
|  |                               |

|  | Saurosphargis volzi           |
|  |                               |
|  | Sinosaurosphargis yunguiensis |
|  |                               |

|  | Largocephalosaurus polycarpon |
|  |                               |
|  | Largocephalosaurus qianensis  |
|  |                               |

|  | Saurosphargis volzi           |
|  |                               |
|  | Sinosaurosphargis yunguiensis |
|  |                               |

|  | Helveticosaurus zollingeri |
|  |                            |
|  | Eusaurosphargis dalsassoi  |
|  |                            |

|  | Placodontia     |
|  |                 |
|  | Eosauropterygia |
|  |                 |

|  | Largocephalosaurus polycarpon |
|  |                               |
|  | Largocephalosaurus qianensis  |
|  |                               |

|  | Saurosphargis volzi           |
|  |                               |
|  | Sinosaurosphargis yunguiensis |
|  |                               |

|  | Largocephalosaurus polycarpon |
|  |                               |
|  | Largocephalosaurus qianensis  |
|  |                               |

|  | Saurosphargis volzi           |
|  |                               |
|  | Sinosaurosphargis yunguiensis |
|  |                               |

|  | Placodontia     |
|  |                 |
|  | Eosauropterygia |
|  |                 |

|  | Largocephalosaurus polycarpon |
|  |                               |
|  | Largocephalosaurus qianensis  |
|  |                               |

|  | Saurosphargis volzi           |
|  |                               |
|  | Sinosaurosphargis yunguiensis |
|  |                               |

|  | Largocephalosaurus polycarpon |
|  |                               |
|  | Largocephalosaurus qianensis  |
|  |                               |

|  | Saurosphargis volzi           |
|  |                               |
|  | Sinosaurosphargis yunguiensis |
|  |                               |

|  | Helveticosaurus zollingeri |
|  |                            |
|  | Eusaurosphargis dalsassoi  |
|  |                            |

|  | Placodontia     |
|  |                 |
|  | Eosauropterygia |
|  |                 |

|  | Largocephalosaurus polycarpon |
|  |                               |
|  | Largocephalosaurus qianensis  |
|  |                               |

|  | Saurosphargis volzi           |
|  |                               |
|  | Sinosaurosphargis yunguiensis |
|  |                               |

|  | Largocephalosaurus polycarpon |
|  |                               |
|  | Largocephalosaurus qianensis  |
|  |                               |

|  | Saurosphargis volzi           |
|  |                               |
|  | Sinosaurosphargis yunguiensis |
|  |                               |

|  | Placodontia     |
|  |                 |
|  | Eosauropterygia |
|  |                 |

|  | Largocephalosaurus polycarpon |
|  |                               |
|  | Largocephalosaurus qianensis  |
|  |                               |

|  | Saurosphargis volzi           |
|  |                               |
|  | Sinosaurosphargis yunguiensis |
|  |                               |

|  | Largocephalosaurus polycarpon |
|  |                               |
|  | Largocephalosaurus qianensis  |
|  |                               |

|  | Saurosphargis volzi           |
|  |                               |
|  | Sinosaurosphargis yunguiensis |
|  |                               |

|  | Helveticosaurus zollingeri |
|  |                            |
|  | Eusaurosphargis dalsassoi  |
|  |                            |

|  | Placodontia     |
|  |                 |
|  | Eosauropterygia |
|  |                 |

|  | Largocephalosaurus polycarpon |
|  |                               |
|  | Largocephalosaurus qianensis  |
|  |                               |

|  | Saurosphargis volzi           |
|  |                               |
|  | Sinosaurosphargis yunguiensis |
|  |                               |

|  | Largocephalosaurus polycarpon |
|  |                               |
|  | Largocephalosaurus qianensis  |
|  |                               |

|  | Saurosphargis volzi           |
|  |                               |
|  | Sinosaurosphargis yunguiensis |
|  |                               |

|  | Placodontia     |
|  |                 |
|  | Eosauropterygia |
|  |                 |

|  | Largocephalosaurus polycarpon |
|  |                               |
|  | Largocephalosaurus qianensis  |
|  |                               |

|  | Saurosphargis volzi           |
|  |                               |
|  | Sinosaurosphargis yunguiensis |
|  |                               |

|  | Largocephalosaurus polycarpon |
|  |                               |
|  | Largocephalosaurus qianensis  |
|  |                               |

|  | Saurosphargis volzi           |
|  |                               |
|  | Sinosaurosphargis yunguiensis |
|  |                               |

|  | Helveticosaurus zollingeri |
|  |                            |
|  | Eusaurosphargis dalsassoi  |
|  |                            |

|  | Placodontia     |
|  |                 |
|  | Eosauropterygia |
|  |                 |

|  | Largocephalosaurus polycarpon |
|  |                               |
|  | Largocephalosaurus qianensis  |
|  |                               |

|  | Saurosphargis volzi           |
|  |                               |
|  | Sinosaurosphargis yunguiensis |
|  |                               |

|  | Largocephalosaurus polycarpon |
|  |                               |
|  | Largocephalosaurus qianensis  |
|  |                               |

|  | Saurosphargis volzi           |
|  |                               |
|  | Sinosaurosphargis yunguiensis |
|  |                               |

|  | Placodontia     |
|  |                 |
|  | Eosauropterygia |
|  |                 |

|  | Largocephalosaurus polycarpon |
|  |                               |
|  | Largocephalosaurus qianensis  |
|  |                               |

|  | Saurosphargis volzi           |
|  |                               |
|  | Sinosaurosphargis yunguiensis |
|  |                               |

|  | Largocephalosaurus polycarpon |
|  |                               |
|  | Largocephalosaurus qianensis  |
|  |                               |

|  | Saurosphargis volzi           |
|  |                               |
|  | Sinosaurosphargis yunguiensis |
|  |                               |

|  | Helveticosaurus zollingeri |
|  |                            |
|  | Eusaurosphargis dalsassoi  |
|  |                            |

|  | Placodontia     |
|  |                 |
|  | Eosauropterygia |
|  |                 |

|  | Largocephalosaurus polycarpon |
|  |                               |
|  | Largocephalosaurus qianensis  |
|  |                               |

|  | Saurosphargis volzi           |
|  |                               |
|  | Sinosaurosphargis yunguiensis |
|  |                               |

|  | Largocephalosaurus polycarpon |
|  |                               |
|  | Largocephalosaurus qianensis  |
|  |                               |

|  | Saurosphargis volzi           |
|  |                               |
|  | Sinosaurosphargis yunguiensis |
|  |                               |

|  | Placodontia     |
|  |                 |
|  | Eosauropterygia |
|  |                 |

|  | Largocephalosaurus polycarpon |
|  |                               |
|  | Largocephalosaurus qianensis  |
|  |                               |

|  | Saurosphargis volzi           |
|  |                               |
|  | Sinosaurosphargis yunguiensis |
|  |                               |

|  | Largocephalosaurus polycarpon |
|  |                               |
|  | Largocephalosaurus qianensis  |
|  |                               |

|  | Saurosphargis volzi           |
|  |                               |
|  | Sinosaurosphargis yunguiensis |
|  |                               |

|  | Helveticosaurus zollingeri |
|  |                            |
|  | Eusaurosphargis dalsassoi  |
|  |                            |

|  | Placodontia     |
|  |                 |
|  | Eosauropterygia |
|  |                 |

|  | Largocephalosaurus polycarpon |
|  |                               |
|  | Largocephalosaurus qianensis  |
|  |                               |

|  | Saurosphargis volzi           |
|  |                               |
|  | Sinosaurosphargis yunguiensis |
|  |                               |

|  | Largocephalosaurus polycarpon |
|  |                               |
|  | Largocephalosaurus qianensis  |
|  |                               |

|  | Saurosphargis volzi           |
|  |                               |
|  | Sinosaurosphargis yunguiensis |
|  |                               |

|  | Placodontia     |
|  |                 |
|  | Eosauropterygia |
|  |                 |

|  | Largocephalosaurus polycarpon |
|  |                               |
|  | Largocephalosaurus qianensis  |
|  |                               |

|  | Saurosphargis volzi           |
|  |                               |
|  | Sinosaurosphargis yunguiensis |
|  |                               |

|  | Largocephalosaurus polycarpon |
|  |                               |
|  | Largocephalosaurus qianensis  |
|  |                               |

|  | Saurosphargis volzi           |
|  |                               |
|  | Sinosaurosphargis yunguiensis |
|  |                               |

|  | Helveticosaurus zollingeri |
|  |                            |
|  | Eusaurosphargis dalsassoi  |
|  |                            |

|  | Placodontia     |
|  |                 |
|  | Eosauropterygia |
|  |                 |

|  | Largocephalosaurus polycarpon |
|  |                               |
|  | Largocephalosaurus qianensis  |
|  |                               |

|  | Saurosphargis volzi           |
|  |                               |
|  | Sinosaurosphargis yunguiensis |
|  |                               |

|  | Largocephalosaurus polycarpon |
|  |                               |
|  | Largocephalosaurus qianensis  |
|  |                               |

|  | Saurosphargis volzi           |
|  |                               |
|  | Sinosaurosphargis yunguiensis |
|  |                               |

|  | Placodontia     |
|  |                 |
|  | Eosauropterygia |
|  |                 |

|  | Largocephalosaurus polycarpon |
|  |                               |
|  | Largocephalosaurus qianensis  |
|  |                               |

|  | Saurosphargis volzi           |
|  |                               |
|  | Sinosaurosphargis yunguiensis |
|  |                               |

|  | Largocephalosaurus polycarpon |
|  |                               |
|  | Largocephalosaurus qianensis  |
|  |                               |

|  | Saurosphargis volzi           |
|  |                               |
|  | Sinosaurosphargis yunguiensis |
|  |                               |

|  | Helveticosaurus zollingeri |
|  |                            |
|  | Eusaurosphargis dalsassoi  |
|  |                            |

|  | Placodontia     |
|  |                 |
|  | Eosauropterygia |
|  |                 |

|  | Largocephalosaurus polycarpon |
|  |                               |
|  | Largocephalosaurus qianensis  |
|  |                               |

|  | Saurosphargis volzi           |
|  |                               |
|  | Sinosaurosphargis yunguiensis |
|  |                               |

|  | Largocephalosaurus polycarpon |
|  |                               |
|  | Largocephalosaurus qianensis  |
|  |                               |

|  | Saurosphargis volzi           |
|  |                               |
|  | Sinosaurosphargis yunguiensis |
|  |                               |

|  | Placodontia     |
|  |                 |
|  | Eosauropterygia |
|  |                 |

|  | Largocephalosaurus polycarpon |
|  |                               |
|  | Largocephalosaurus qianensis  |
|  |                               |

|  | Saurosphargis volzi           |
|  |                               |
|  | Sinosaurosphargis yunguiensis |
|  |                               |

|  | Largocephalosaurus polycarpon |
|  |                               |
|  | Largocephalosaurus qianensis  |
|  |                               |

|  | Saurosphargis volzi           |
|  |                               |
|  | Sinosaurosphargis yunguiensis |
|  |                               |

|  | Helveticosaurus zollingeri |
|  |                            |
|  | Eusaurosphargis dalsassoi  |
|  |                            |

|  | Placodontia     |
|  |                 |
|  | Eosauropterygia |
|  |                 |

|  | Largocephalosaurus polycarpon |
|  |                               |
|  | Largocephalosaurus qianensis  |
|  |                               |

|  | Saurosphargis volzi           |
|  |                               |
|  | Sinosaurosphargis yunguiensis |
|  |                               |

|  | Largocephalosaurus polycarpon |
|  |                               |
|  | Largocephalosaurus qianensis  |
|  |                               |

|  | Saurosphargis volzi           |
|  |                               |
|  | Sinosaurosphargis yunguiensis |
|  |                               |

|  | Placodontia     |
|  |                 |
|  | Eosauropterygia |
|  |                 |

|  | Largocephalosaurus polycarpon |
|  |                               |
|  | Largocephalosaurus qianensis  |
|  |                               |

|  | Saurosphargis volzi           |
|  |                               |
|  | Sinosaurosphargis yunguiensis |
|  |                               |

|  | Largocephalosaurus polycarpon |
|  |                               |
|  | Largocephalosaurus qianensis  |
|  |                               |

|  | Saurosphargis volzi           |
|  |                               |
|  | Sinosaurosphargis yunguiensis |
|  |                               |

|  | Helveticosaurus zollingeri |
|  |                            |
|  | Eusaurosphargis dalsassoi  |
|  |                            |

|  | Placodontia     |
|  |                 |
|  | Eosauropterygia |
|  |                 |

|  | Largocephalosaurus polycarpon |
|  |                               |
|  | Largocephalosaurus qianensis  |
|  |                               |

|  | Saurosphargis volzi           |
|  |                               |
|  | Sinosaurosphargis yunguiensis |
|  |                               |

|  | Largocephalosaurus polycarpon |
|  |                               |
|  | Largocephalosaurus qianensis  |
|  |                               |

|  | Saurosphargis volzi           |
|  |                               |
|  | Sinosaurosphargis yunguiensis |
|  |                               |

|  | Placodontia     |
|  |                 |
|  | Eosauropterygia |
|  |                 |

|  | Largocephalosaurus polycarpon |
|  |                               |
|  | Largocephalosaurus qianensis  |
|  |                               |

|  | Saurosphargis volzi           |
|  |                               |
|  | Sinosaurosphargis yunguiensis |
|  |                               |

|  | Largocephalosaurus polycarpon |
|  |                               |
|  | Largocephalosaurus qianensis  |
|  |                               |

|  | Saurosphargis volzi           |
|  |                               |
|  | Sinosaurosphargis yunguiensis |
|  |                               |

|  | Helveticosaurus zollingeri |
|  |                            |
|  | Eusaurosphargis dalsassoi  |
|  |                            |

|  | Placodontia     |
|  |                 |
|  | Eosauropterygia |
|  |                 |

|  | Largocephalosaurus polycarpon |
|  |                               |
|  | Largocephalosaurus qianensis  |
|  |                               |

|  | Saurosphargis volzi           |
|  |                               |
|  | Sinosaurosphargis yunguiensis |
|  |                               |

|  | Largocephalosaurus polycarpon |
|  |                               |
|  | Largocephalosaurus qianensis  |
|  |                               |

|  | Saurosphargis volzi           |
|  |                               |
|  | Sinosaurosphargis yunguiensis |
|  |                               |

|  | Placodontia     |
|  |                 |
|  | Eosauropterygia |
|  |                 |

|  | Largocephalosaurus polycarpon |
|  |                               |
|  | Largocephalosaurus qianensis  |
|  |                               |

|  | Saurosphargis volzi           |
|  |                               |
|  | Sinosaurosphargis yunguiensis |
|  |                               |

|  | Largocephalosaurus polycarpon |
|  |                               |
|  | Largocephalosaurus qianensis  |
|  |                               |

|  | Saurosphargis volzi           |
|  |                               |
|  | Sinosaurosphargis yunguiensis |
|  |                               |

|  | Helveticosaurus zollingeri |
|  |                            |
|  | Eusaurosphargis dalsassoi  |
|  |                            |

|  | Placodontia     |
|  |                 |
|  | Eosauropterygia |
|  |                 |

|  | Largocephalosaurus polycarpon |
|  |                               |
|  | Largocephalosaurus qianensis  |
|  |                               |

|  | Saurosphargis volzi           |
|  |                               |
|  | Sinosaurosphargis yunguiensis |
|  |                               |

|  | Largocephalosaurus polycarpon |
|  |                               |
|  | Largocephalosaurus qianensis  |
|  |                               |

|  | Saurosphargis volzi           |
|  |                               |
|  | Sinosaurosphargis yunguiensis |
|  |                               |

|  | Placodontia     |
|  |                 |
|  | Eosauropterygia |
|  |                 |

|  | Largocephalosaurus polycarpon |
|  |                               |
|  | Largocephalosaurus qianensis  |
|  |                               |

|  | Saurosphargis volzi           |
|  |                               |
|  | Sinosaurosphargis yunguiensis |
|  |                               |

|  | Largocephalosaurus polycarpon |
|  |                               |
|  | Largocephalosaurus qianensis  |
|  |                               |

|  | Saurosphargis volzi           |
|  |                               |
|  | Sinosaurosphargis yunguiensis |
|  |                               |

|  | Helveticosaurus zollingeri |
|  |                            |
|  | Eusaurosphargis dalsassoi  |
|  |                            |

|  | Placodontia     |
|  |                 |
|  | Eosauropterygia |
|  |                 |

|  | Largocephalosaurus polycarpon |
|  |                               |
|  | Largocephalosaurus qianensis  |
|  |                               |

|  | Saurosphargis volzi           |
|  |                               |
|  | Sinosaurosphargis yunguiensis |
|  |                               |

|  | Largocephalosaurus polycarpon |
|  |                               |
|  | Largocephalosaurus qianensis  |
|  |                               |

|  | Saurosphargis volzi           |
|  |                               |
|  | Sinosaurosphargis yunguiensis |
|  |                               |

|  | Placodontia     |
|  |                 |
|  | Eosauropterygia |
|  |                 |

|  | Largocephalosaurus polycarpon |
|  |                               |
|  | Largocephalosaurus qianensis  |
|  |                               |

|  | Saurosphargis volzi           |
|  |                               |
|  | Sinosaurosphargis yunguiensis |
|  |                               |

|  | Largocephalosaurus polycarpon |
|  |                               |
|  | Largocephalosaurus qianensis  |
|  |                               |

|  | Saurosphargis volzi           |
|  |                               |
|  | Sinosaurosphargis yunguiensis |
|  |                               |

|  | Helveticosaurus zollingeri |
|  |                            |
|  | Eusaurosphargis dalsassoi  |
|  |                            |

|  | Placodontia     |
|  |                 |
|  | Eosauropterygia |
|  |                 |

|  | Largocephalosaurus polycarpon |
|  |                               |
|  | Largocephalosaurus qianensis  |
|  |                               |

|  | Saurosphargis volzi           |
|  |                               |
|  | Sinosaurosphargis yunguiensis |
|  |                               |

|  | Largocephalosaurus polycarpon |
|  |                               |
|  | Largocephalosaurus qianensis  |
|  |                               |

|  | Saurosphargis volzi           |
|  |                               |
|  | Sinosaurosphargis yunguiensis |
|  |                               |

|  | Placodontia     |
|  |                 |
|  | Eosauropterygia |
|  |                 |

|  | Largocephalosaurus polycarpon |
|  |                               |
|  | Largocephalosaurus qianensis  |
|  |                               |

|  | Saurosphargis volzi           |
|  |                               |
|  | Sinosaurosphargis yunguiensis |
|  |                               |

|  | Largocephalosaurus polycarpon |
|  |                               |
|  | Largocephalosaurus qianensis  |
|  |                               |

|  | Saurosphargis volzi           |
|  |                               |
|  | Sinosaurosphargis yunguiensis |
|  |                               |

|  | Helveticosaurus zollingeri |
|  |                            |
|  | Eusaurosphargis dalsassoi  |
|  |                            |

|  | Placodontia     |
|  |                 |
|  | Eosauropterygia |
|  |                 |

|  | Largocephalosaurus polycarpon |
|  |                               |
|  | Largocephalosaurus qianensis  |
|  |                               |

|  | Saurosphargis volzi           |
|  |                               |
|  | Sinosaurosphargis yunguiensis |
|  |                               |

|  | Largocephalosaurus polycarpon |
|  |                               |
|  | Largocephalosaurus qianensis  |
|  |                               |

|  | Saurosphargis volzi           |
|  |                               |
|  | Sinosaurosphargis yunguiensis |
|  |                               |

|  | Placodontia     |
|  |                 |
|  | Eosauropterygia |
|  |                 |

|  | Largocephalosaurus polycarpon |
|  |                               |
|  | Largocephalosaurus qianensis  |
|  |                               |

|  | Saurosphargis volzi           |
|  |                               |
|  | Sinosaurosphargis yunguiensis |
|  |                               |

|  | Largocephalosaurus polycarpon |
|  |                               |
|  | Largocephalosaurus qianensis  |
|  |                               |

|  | Saurosphargis volzi           |
|  |                               |
|  | Sinosaurosphargis yunguiensis |
|  |                               |

## Publication originale
- (en) Chun Li, Olivier Cedric Rieppel, Xiao-Chun Wu, Li-Jun Zhao et Li-Ting Wang, « A new Triassic marine reptile from southwestern China », Journal of Vertebrate Paleontology, SVP et Taylor & Francis, vol. 31, no 2,‎ 17 mars 2011, p. 303-312 (ISSN 0272-4634 et 1937-2809, OCLC 238100068, DOI 10.1080/02724634.2011.550368).